# Ishasha (Fluss)
Der Ishasha ist ein Zufluss des Eduardsees in Ostafrika. Er bildet im Unterlauf die Grenze zwischen Uganda und der Demokratischen Republik Kongo.

## Verlauf
Der Fluss entspringt in der Western Region im Südwesten Ugandas. Er verläuft zunächst in nordwestlicher Richtung. Er durchfließt den nördlichen Teil des Bwindi Impenetrable National Parks. Kurz darauf wird er an der Ishasha Power Station Kanyantorogo zur Stromgewinnung genutzt. Nur wenige Kilometer weiter erreicht er die Grenze zur Demokratischen Republik Kongo, die er von nun an in nördliche Richtung bildet. Der Ishasha bildet in seinem weiteren Verlauf den Grenzfluss zwischen dem Queen-Elizabeth-Nationalpark und dem Nationalpark Virunga, bevor er in den Eduardsee mündet.

## Hydrometrie
Die Abflussmenge des Ishasha wurde an der Station Ishasha Hydroelectric Site in m³/s gemessen.